# Sztafeta olimpijska w 2010 roku

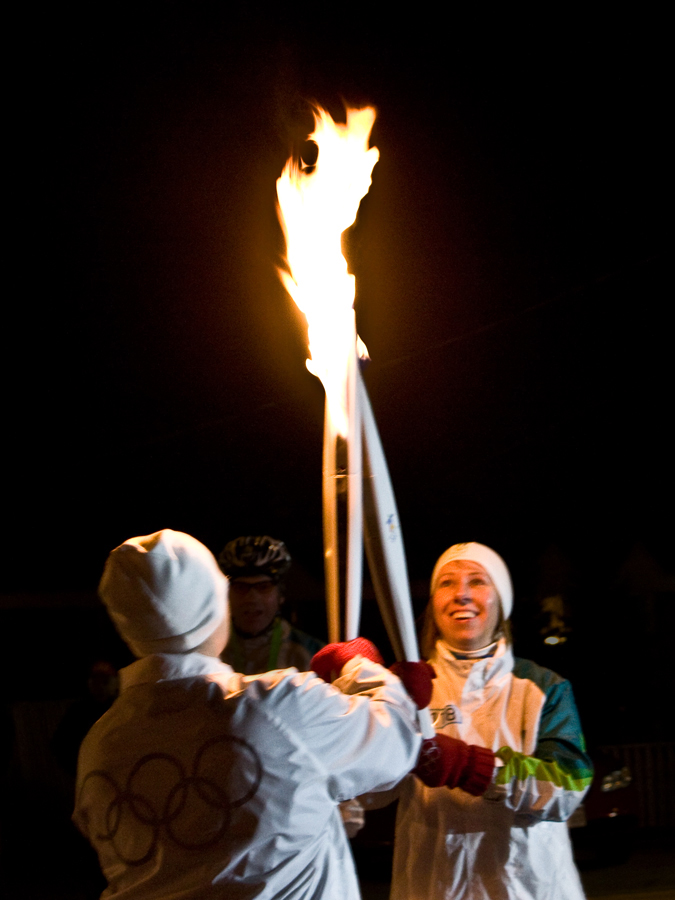
Przekazanie ognia olimpijskiego

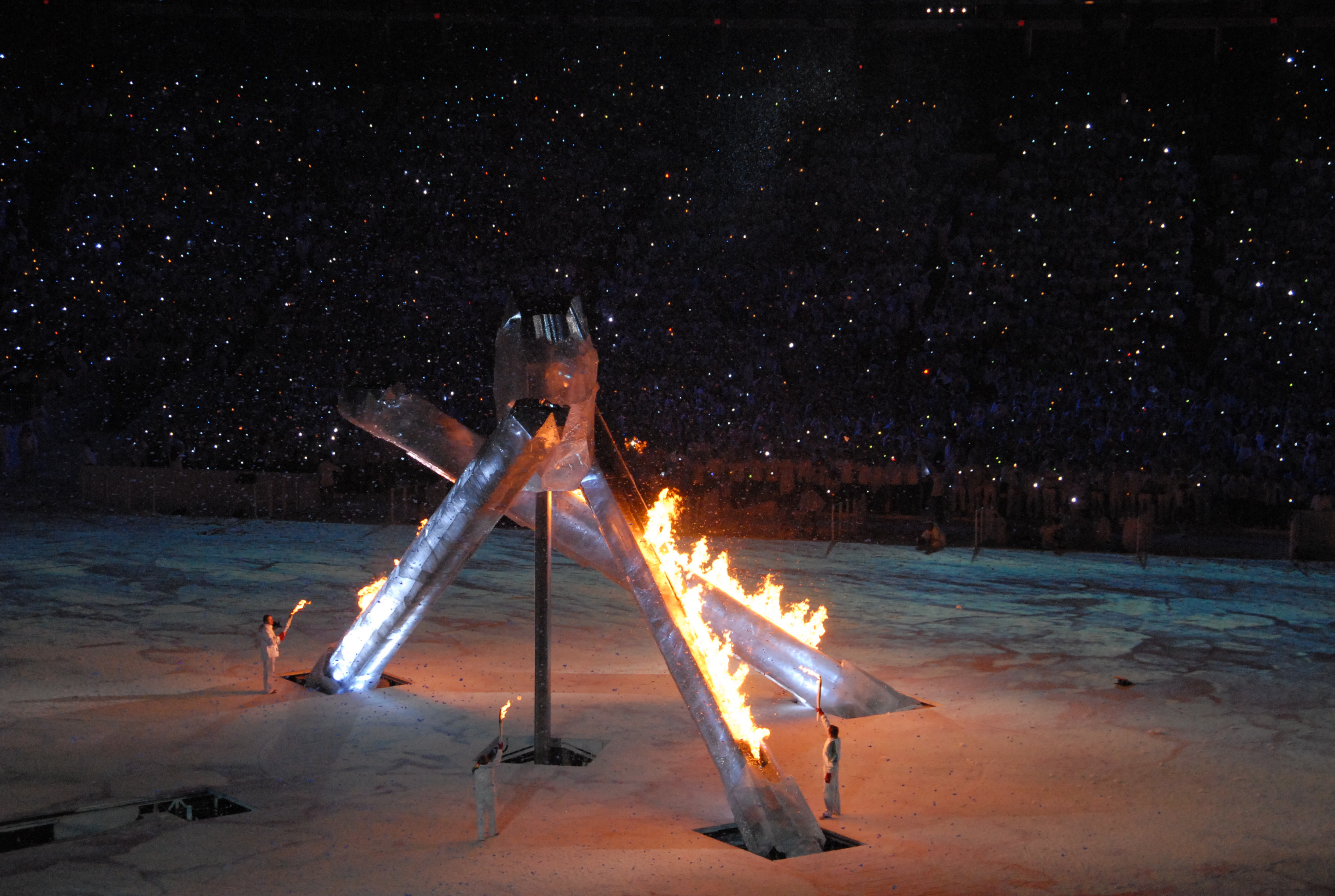
Znicz olimpijski

Sztafeta Olimpijska została zaplanowana 21 listopada 2008 roku przez Komitet Organizacyjny Igrzysk (VANOC). Rozpoczęła się 22 października 2009 roku. Tego dnia w południe w ruinach świątyni Zeusa w Olimpii przy pomocy promieni słonecznych został rozniecony ogień olimpijski. Później przez osiem dni ogień olimpijski wędrował po Grecji. 29 października z lotniska Ateny został przetransportowany do Kanady.
Dzień później 30 października w stolicy prowincji Kolumbia Brytyjska – mieście Victoria rozpoczął swoją podróż po kraju klonowego liścia. Ogień olimpijski przemierzył około 45000 kilometrów po wszystkich prowincjach Kanady w ciągu 106 dni. Pochodnia olimpijska była prowadzona przez około 12 000 Kanadyjczyków w tym przez takie postacie jak: Shania Twain, Sidney Crosby, czy Wayne Gretzky i obywateli innych państw.
W trakcie swojej drogi ogień zawitał do największych miast Kanady takich jak: Halifax, Quebec, Montreal, Ottawa, Mississauga, Toronto, Edmonton, Calgary oraz był obecny w miastach współorganizatorów igrzysk: Richmond i Whistler.
Płomień dotarł do Vancouver 11 lutego 2010 roku, a dzień później zapłonął w BC Place Stadium podczas ceremonii otwarcia igrzysk. Organizatorzy igrzysk 2010 zdecydowali się na zapalenie dwóch zniczy bliźniaczych w obrębie stadionu (hali) w trakcie ceremonij otwarcia. Pierwszy był ustawiony w samym centrum hali, drugi na zewnątrz. Do zapalenia znicza wyszli hokeista Wayne Gretzky, koszykarz Steve Nash, narciarka Nancy Green oraz łyżwiarka Catriona LeMay Doan. Prawidłowo rozłożony znicz powinien się składać z czterech elementów przypominających totemy i jednego centralnego, wszystkie z płomieniami (element centralny zapala się automatycznie od totemów). Jednak totem który miała zapalić Catriona LeMay Doan nie podniósł się. Zapalenia drugiego, zewnętrznego znicza dokonał Wayne Gretzky.